# Фріц Леандре
Фріц Леандре (фр. Fritz Leandré; нар. 13 березня 1948, Гаїті) — гаїтянський футболіст, виступав на позиції нападника. Старший брат, Жозеф-Маріон, також був професіональним футболістом.

## Кар'єра гравця
На клубному рівні захищав кольори «Расінг Клюб Гаітьєн».

## Кар'єра в збірній
У футболці національної збірної Гаїті виступав у 70-х роках XX століття. Під час чемпіонату світу 1974 року в ФРН Фріц Леандре зіграв у матчі проти збірної Аргентини, вийшовши на поле на 57-й хвилині замість Гі Сан-Віля.

## Титули і досягнення
- Переможець Чемпіонату націй КОНКАКАФ: 1973